# Kogna dlouhozobý
Kogna dlouhozobý nebo také papoušek dlouhozobý (Enicognathus leptorhynchus) je druh papouška, který žije v Jižní Americe. Je endemitem Chile.
Má převážně zelenou barvu, ale letky jsou zelenomodré. Od čela k očím se táhne tmavě červený proužek. Ocas je rovněž červený. Jak již z názvu vyplývá, je pro tento druh typický dlouhý špičatý zobák.
Vyskytuje se v západním podhůří chilských And, a to zejména v listnatých a smíšených lesích. Zároveň však žije i v otevřenější křovinaté krajině či v blízkosti lidských sídel.
Jedná se o společenský druh papouška, který žije a hnízdí ve velkých hejnech. Vyznačuje se hlasitým křikem. Snáší dvě až šest vajec, která jsou inkubována po dobu 26 dnů.
Jeho potravou jsou rostliny, resp. jejich hlízy, kořínky či semena. Patří mezi potravní specialisty, neboť se zaměřuje na semena ze šišek blahočetů neboli araukárií. To mu umožňuje právě dlouhý zobák, resp. dlouhá horní čelist zobáku.
Po vylíhnutí jsou mláďata vybavena tzv. prachovým šatem a jsou schopna hnízdo opustit již od sedmého týdne života.
Dosahuje délky až 40 cm a váhy 240 gramů.

## Chov v zoo
Jedná se o raritně chovaný druh. V rámci Evropy byl v září 2019 chován jen v pěti zoo. Mezi nimi byla také jedna česká zoo – Zoo Praha.

### Chov v Zoo Praha
Zoo Praha chovala kogny dlouhozobé již v průběhu své historie, konkrétně 70. a 90. letech 20. století. Roku 1977 byl dovezen pár. V roce 1979 se podařilo jako první zoo na světě tento druh odchovat. Z pěti mláďat se podařilo odchovat čtyři. V novodobé historii byli tito papoušci (samec a dvě samice) dovezeni v září 2019 z ptačího parku v německém Walsrode a stali se jedním z druhů expozičního celku Rákosova pavilonu, otevřeného v září 2019. K vidění jsou v jedné ze dvou zachovalých opravených historických voliér někdejší "Lineárky".
V pražské zoo je od roku 2021 chován také příbuzný drobnější (28-36 cm, do 160 g) druh kogna jižní (Enicognathus ferrugineus), jehož areál zahrnuje jižní Andy a zasahuje až k nejjižnějším oblastem Ohňové země. V roce 2024 se ve voliéře Rákosova pavilonu podařil první odchov tří mláďat.